# キオクノオト
キオクノオト（kioku note）は、日本の3ピースバンドである。2005年に結成。

## 概要
元カーブの佐野彰彦と渡邊理を中心に結成。2005年7月にMIDI Creativeよりリリースされた、その年急逝したフォークシンガー、高田渡のトリビュートアルバム「高田渡“ごあいさつ”トリビュート」に参加し、「コーヒーブルース」をカバー。その後、MIDI Creativeより、2枚の単独アルバムを発表している。

## メンバー
- 佐野 彰彦（さの あきひこ） - ボーカル、ギター、シンセサイザー担当。元カーブ。アフロウズにも参加。
- 渡邊 理（わたなべ おさむ） - ベース担当。元カーブ。
- hokurin - ドラム、パーカッション担当。

## ディスコグラフィー

### オリジナルアルバム
1. kioku-note（2006年2月10日発売）
2. g6hk6s（2009年3月6日発売）

### 参加作品
1. 高田渡「ごあいさつ」トリビュート（M-10 コーヒーブルースをカヴァー：2005年7月31日発売）
2. 高田渡「石」トリビュート（M-1 ひまわりをカヴァー：2006年4月14日発売）